# Aérodrome de Pamiers - Les Pujols
L’aérodrome de Pamiers - Les Pujols (code OACI : LFDJ) est un aérodrome ouvert à la circulation aérienne publique (CAP), situé sur les communes des Pujols et de Verniolle à 8 km à l’est-sud-est de Pamiers dans l’Ariège (région Occitanie, France).
Il est utilisé pour la pratique d’activités de loisirs et de tourisme (aviation légère, hélicoptère, parachutisme et aéromodélisme) mais aussi, accueil des évènements ponctuels, telle la fête aérienne de l'aérodrome de Pamiers - Les Pujols le 24 septembre 2023.

## Histoire
L'ouverture de l’aérodrome a lieu en 1976. Au début des années 2000, un projet d'agrandissement, comprenant un allongement de la piste et la création d'une zone d'activités aéronautiques permettant la maintenance d'appareils suscite l'opposition d'acteurs locaux, avant d'être abandonné,.
Le propriétaire et le gestionnaire sont le Syndicat mixte pour l’aménagement et l’exploitation de l’aérodrome d’intérêt départemental de Pamiers-les-Pujols dont fait partie la Chambre de commerce et d'industrie de l'Ariège.
Il possède l'un des plus grands para-club de France, assurant 30 000 sauts annuels.
C’est aussi le site d’entrainement du 1er Régiment de chasseurs parachutistes.

## Installations
L’aérodrome dispose d’une piste bitumée orientée est-ouest (09/27), longue de 1 300 m et large de 30. Elle est dotée d’un balisage diurne et nocturne.
L’aérodrome n’est pas contrôlé mais dispose d’un service d’information de vol (AFIS). Les communications s’effectuent sur la fréquence de 118,175 MHz. Il est agréé pour le vol à vue (VFR) de nuit et le vol aux instruments (IFR).
L’avitaillement en carburant (100LL et Jet A1) est possible.

## Activités
- Aéroclub de Pamiers - Les Pujols
- Centre École de Parachutisme Sportif de l’Ariège
- Constructeurs amateurs d'avions (association ACAA club RSA)

| \| 20 km1:2 341 000 \| Albi · Le Sequestre Montauban Millau · Larzac Cassagnes · Bégonhès Villefranche-de-Rouergue Mende · Brenoux Nogaro Condom · Valence-sur-Baïse Cahors · Lalbenque Figeac · Livernon Lasbordes Muret-Lherm · Saint-Gaudens · Montréjeau Bagnères · de-Luchon Pamiers · Les Pujols Saint-Girons · Antichan Castelnaudary · Villeneuve Lézignan · Corbières Alès · Cévennes Toulouse · Blagnac Francazal · Auch · Gers Castres · Mazamet Rodez · Aveyron Tarbes · Lourdes · Pyrénées Brive · Souillac Carcassonne · Salvaza Montpellier · Méditerranée Béziers · Cap d'Agde Nîmes · Garons Perpignan · Rivesaltes |
| 20 km1:2 341 000 |